# Gennadi Michailowitsch Karponossow
Gennadi Michailowitsch Karponossow (russisch Геннадий Михайлович Карпоносов; * 21. November 1950 in Moskau) ist ein ehemaliger russischer Eiskunstläufer, der im Eistanz für die Sowjetunion startete.

## Karriere
Gennadi Karponossow trat zunächst mit Jelena Scharkowa an. Sie gehörten zu den ersten Schülern von Tatjana Tarassowa. Ihre besten Platzierungen waren bei Weltmeisterschaften der jeweils achte Rang, den sie von 1970 bis 1972 erreichten und bei Europameisterschaften der jeweils sechste Rang, den sie von 1970 bis 1972 belegten.
Seine größten Erfolge feierte Karponossow als Partner von Natalja Linitschuk. Trainiert wurden sie von Jelena Tschaikowskaja. Im Zeitraum von 1974 bis 1981 nahmen sie an allen Europameisterschaften teil und erreichten stets das Podium. 1979 in Zagreb und 1980 in Göteborg wurden sie Europameister, 1978 Vize-Europameister und 1974, 1975, 1976, 1977 und 1981 gewannen sie die Bronzemedaille. An Weltmeisterschaften nahmen sie von 1974 bis 1980 teil. 1978 in Ottawa und 1979 in Wien wurden sie Weltmeister. 1980 errangen sie Silber und 1974 und 1977 Bronze. Linitschuk und Karponossow bestritten zwei Olympische Spiele. 1976 in Innsbruck, bei den ersten Olympischen Spielen mit Eistanz im Programm, belegten sie den vierten Platz und 1980 in Lake Placid wurden sie Olympiasieger und traten damit die olympische Nachfolge ihrer Landleute Ljudmila Pachomowa und Alexander Gorschkow an.
1981 beendeten Natalja Linitschuk und Gennadi Karponossow ihre Karriere als aktive Eiskunstläufer. Am 31. Juli 1981 heirateten sie. Karponossow studierte am Staatlichen Institut für Internationale Beziehungen in Moskau.

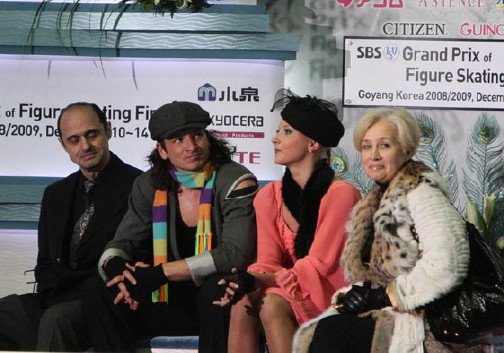
Gennadi Karponossow (links) mit Natalja Linitschuk (rechts), dazwischen ihre Schüler Oxana Domnina und Maxim Schabalin, 2008

Das Ehepaar lebte zunächst weiter in Moskau. Karponossow und Linitschuk wurden zusammen erfolgreiche Eistanztrainer. Später gingen sie in die USA, erst nach Delaware und dann nach Pennsylvania. Sie trainierten unter anderem Oxana Grischtschuk / Jewgeni Platow, Anschelika Krylowa / Oleg Owsjannikow, Irina Lobatschowa / Ilja Awerbuch, Oxana Domnina / Maxim Schabalin (alle Russland), Galit Chait / Sergei Sachnowski und Natalja Gudina / Alexei Beletski (alle Israel), Albena Denkowa / Maxim Stawiski (Bulgarien) sowie die US-Amerikaner Tanith Belbin / Benjamin Agosto.
Im Jahr 2001 wurde Karponossow in die jüdische Hall of Fame des Sports aufgenommen.

## Ergebnisse

### Eistanz
(mit Jelena Scharkowa)
| Wettbewerb / Jahr           | 1969 | 1970 | 1971 | 1972 |
| --------------------------- | ---- | ---- | ---- | ---- |
| Weltmeisterschaften         |      | 8.   | 8.   | 8.   |
| Europameisterschaften       | 11.  | 6.   | 6.   | 6.   |
| Sowjetische Meisterschaften | 3.   | 3.   | 3.   | 2.   |

(mit Natalja Linitschuk)
| Wettbewerb / Jahr           | 1974 | 1975 | 1976 | 1977 | 1978 | 1979 | 1980 | 1981 |
| --------------------------- | ---- | ---- | ---- | ---- | ---- | ---- | ---- | ---- |
| Olympische Winterspiele     |      |      | 4.   |      |      |      | 1.   |      |
| Weltmeisterschaften         | 3.   | 4.   | 5.   | 3.   | 1.   | 1.   | 2.   |      |
| Europameisterschaften       | 3.   | 3.   | 3.   | 3.   | 2.   | 1.   | 1.   | 3.   |
| Sowjetische Meisterschaften |      | 2.   | 1.   | 2.   |      | 1.   |      | 1.   |